# Palmas de Monte Alto
Palmas de Monte Alto is een gemeente in de Braziliaanse deelstaat Bahia. De gemeente telt 22.061 inwoners (schatting 2009).
Ten zuidoosten van de plaats ligt het Staatspark van Serra dos Montes Altos.

## Verkeer en vervoer
De plaats ligt aan de radiale snelweg BR-030 tussen Brasilia en Ubaitaba. Daarnaast ligt ze aan de weg BA-263.

## Galerij

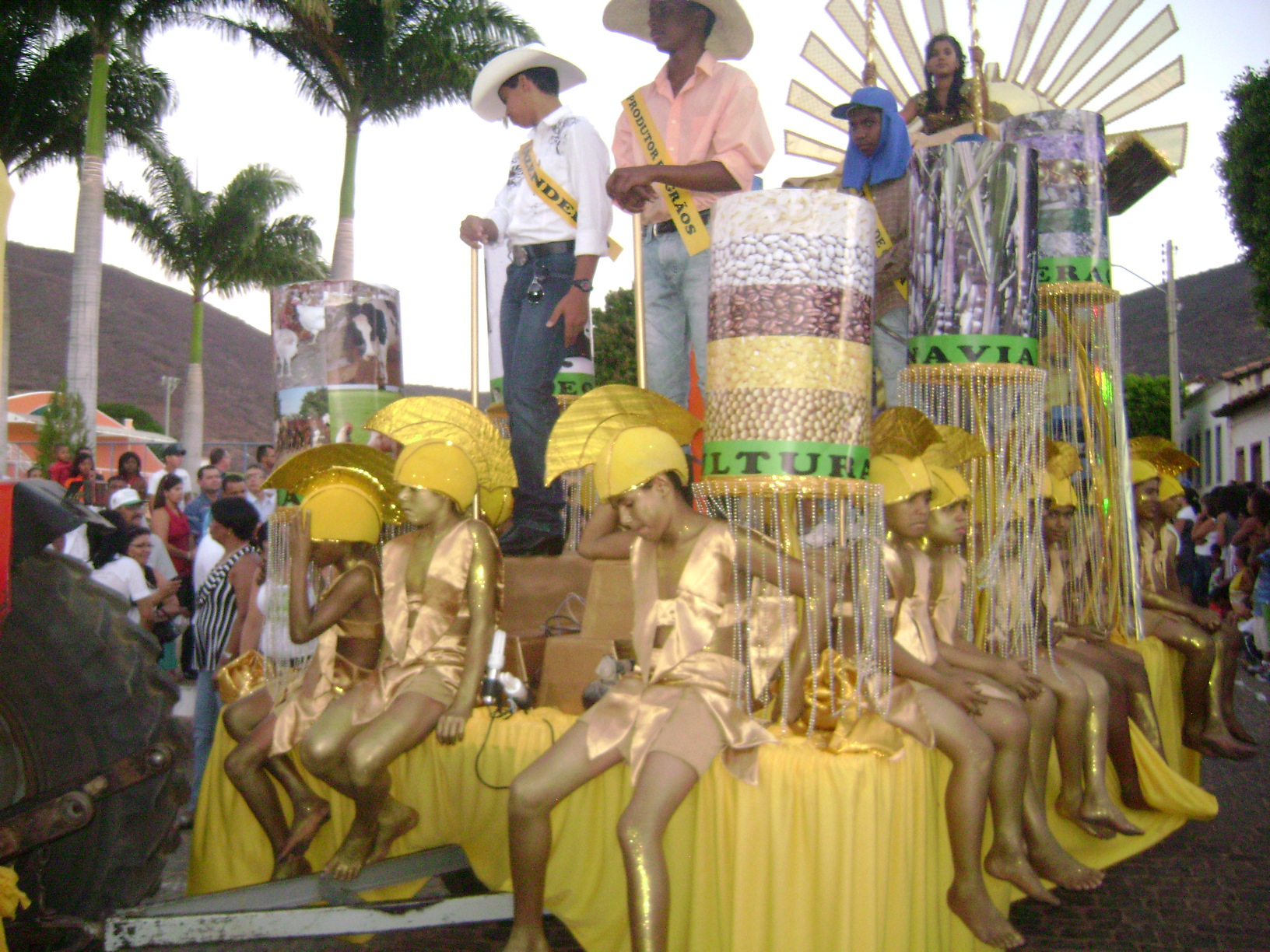
7 september, feestdag in Palmas de Monte Alto
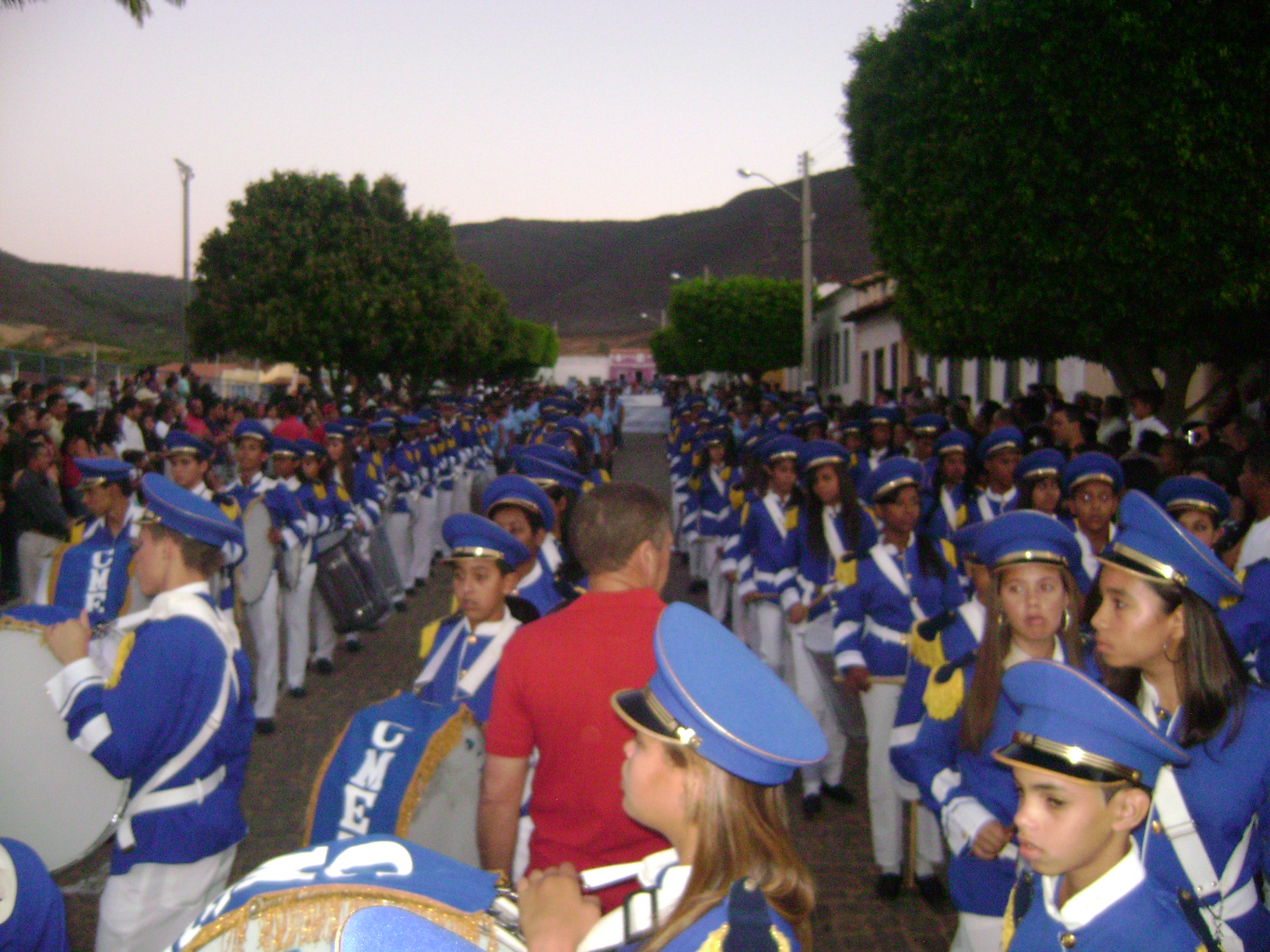